# 广元绕城高速公路
广元绕城高速公路是中国四川省广元市的绕城高速公路，全长82公里，由京昆高速、兰海高速、恩广高速、广巴广陕高速连接线组成。
其中，编号为SH的广巴广陕高速连接线长约19.5公里，路线起于京昆高速上西坝大吴家浩，经瓷窑铺、水柜村、大石镇，止于张家湾，接恩广高速；全线共设大桥18座（3159米），分离式立交桥1座，涵洞及通道19道，隧道4座（3636米），互通式立交5处；概算总投资约19亿元，设计速度80公里／小时，路基宽度24.5米，沥青混凝土路面，双向四车道，于2011年12月25日开工，建设工期3年。2015年12月26日建成通车。